# 燃燒的六月
燃燒的六月（英文：Flaming June）是一幅由英國學院派畫家弗雷德里克·雷頓在1895年畫成的油畫，大小為47" x 47"。這幅畫被廣泛認為是雷頓的代表作，展現了他高度的古典主義內涵，同時也被認為是維多利亞時代最偉大的畫作之一。
燃燒的六月描繪一名女子沉睡在沙發上，一般認為這幅畫模傚了古希臘藝術裡以沉睡中的寧芙和那伊阿得斯做為雕刻對象的風格。畫中的右上角擺的盆栽是一盆有毒夾竹桃，又更隱喻出了睡眠和死亡之間的隱隱連結。
一般認為畫中的模特兒是英國女演員多蘿西·提納（Dorothy Dene），她在那個時期也替許多前拉斐爾派的畫家當過模特兒。

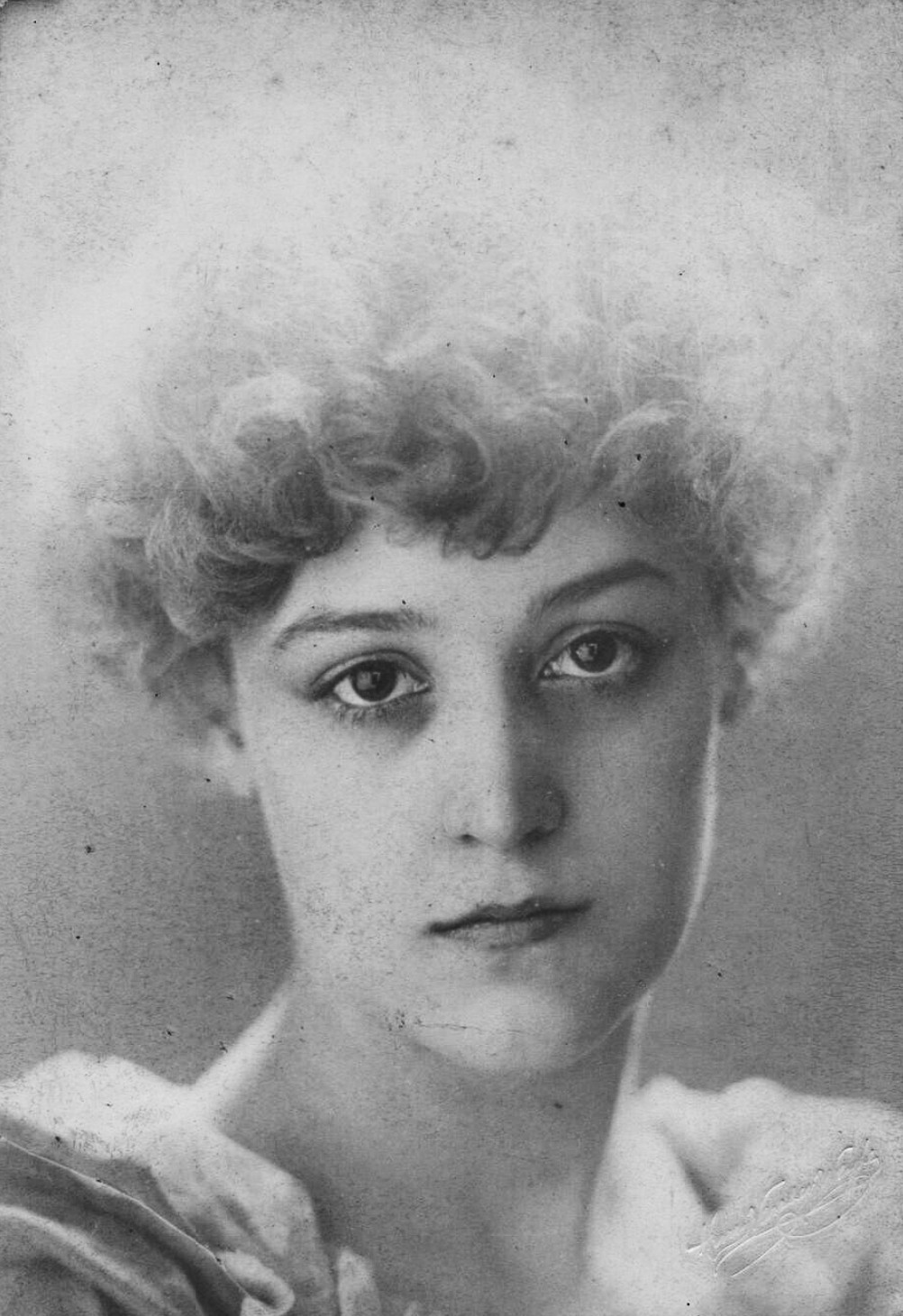
多蘿西·提納

到了20世紀，由於畫風的轉變和對於維多利亞時期藝術的忽略，燃燒的六月在1960年代無法以$140美元的最低底價拍賣（等同今天的840美元），最後流入波多黎各龐塞的龐塞藝術博物館收藏至今。從1960至1970年代後，雷頓和其他學院派畫家的畫作重新受到重視，今天此畫的價值被預估為至少在1400萬英鎊以上。

## 評價
雷頓最先是計畫以燃燒的六月作為他另一項作品Summer Slumber的大理石圖案，但他對此圖案的著迷使他決定對此畫一幅獨立的油畫。
在畫這幅作品時，雷頓一直無法決定如何安排睡女的位置，他畫了幾幅草稿來決定女子要躺怎麼樣的姿勢，尤其他嘗試了很久要讓女子的手臂呈現自然的姿勢。雷頓的畫室留下的紀錄顯示他至少畫了四幅草稿才決定最後要怎麼進行正式的繪畫，在這幾幅草稿中，有四張是裸體畫，一張則是有穿著裙子的。在仔細評估後，雷頓認為穿著裙子的那張最像睡著了的樣子，於是決定以此路線繪畫。這也顯示出雷頓在畫風，他經常先以裸體的模型來決定結果是否符合自然的樣子。
燃燒的六月是雷頓一生作品中最著名的畫。畫中的女子穿著半透明的火紅裙子，而她的右乳頭可以明顯地被看見形狀，這也呈現了雷頓慣有的似有似無的半裸體畫風。此畫運用的色彩也出奇的鮮豔，並且根基在大理石的周遭背景上。雷頓在此畫中也專注在調整光線的自然呈現，如畫中的日落就呈現了融化般的金色。

## 流落到波多黎各的過程
在1963年，波多黎各的著名產業家和政治家、後來會被選為州長的路易斯·費雷正在環遊歐洲，旅遊途中他不斷的購買畫作和雕刻，希望替他在老家自行建立的龐塞藝術博物館收集更多展覽品。當他遊覽阿姆斯特丹的一間畫廊時，他和René Taylor兩人發現了燃燒的六月被棄置在一個小角落，他們被此畫的美麗所吸引，因此向畫廊詢問價格。
畫廊的主人告訴他們這幅畫都沒有人要買，因為她在當時屬於已經「過時了」的藝術風格，他並且向費雷開價$10,000美元。費雷當時覺得這個價格太過昂貴（如上述，此畫不久後便會在拍賣會中以$140美元流標），因此向畫廊主承諾他日後會匯錢購買此畫，同時要求他不要賣出給別人。
路易斯‧費雷的兒子安東尼歐幾年後的某一天從父親口中得知此畫的存在，路易斯當晚想到了這幅畫，擔心會被人買走，也因此輾轉難眠。兩人於是在隔天聯絡畫廊，承諾將會很快匯錢，不久後兩人便匯錢買入了此畫。
燃燒的六月也因此成為了龐塞藝術博物館的收藏之一，並且被展覽在最明顯的位置。隨著維多利亞畫作名聲的重新崛起，後來此畫還被借給世界各地展覽。此畫在2008年曾於馬德里展出，並在2009年於德國斯圖加特州立繪畫館展出。

## 外部連結
- 弗雷德里克·雷頓對年輕畫家的勸言 （页面存档备份，存于） 藝術復興中心，包含大量雷頓畫作的高解析度圖片
- Frederic-Leighton.org （页面存档备份，存于） 包含114件畫作
- Frederic Leighton Art